# Dokkum
Dokkum – miasto w północnej Holandii, we Fryzji. Jest ośrodkiem administracyjnym gminy Dongeradeel. 
Pierwsze wzmianki o mieście pochodzą z 754 roku, kiedy to został w jego pobliżu zamordowany angielski misjonarz św. Bonifacy. Miał on nawracać Fryzów na chrześcijaństwo. W 777 roku ku jego czci św. Ludger wybudował kościół.

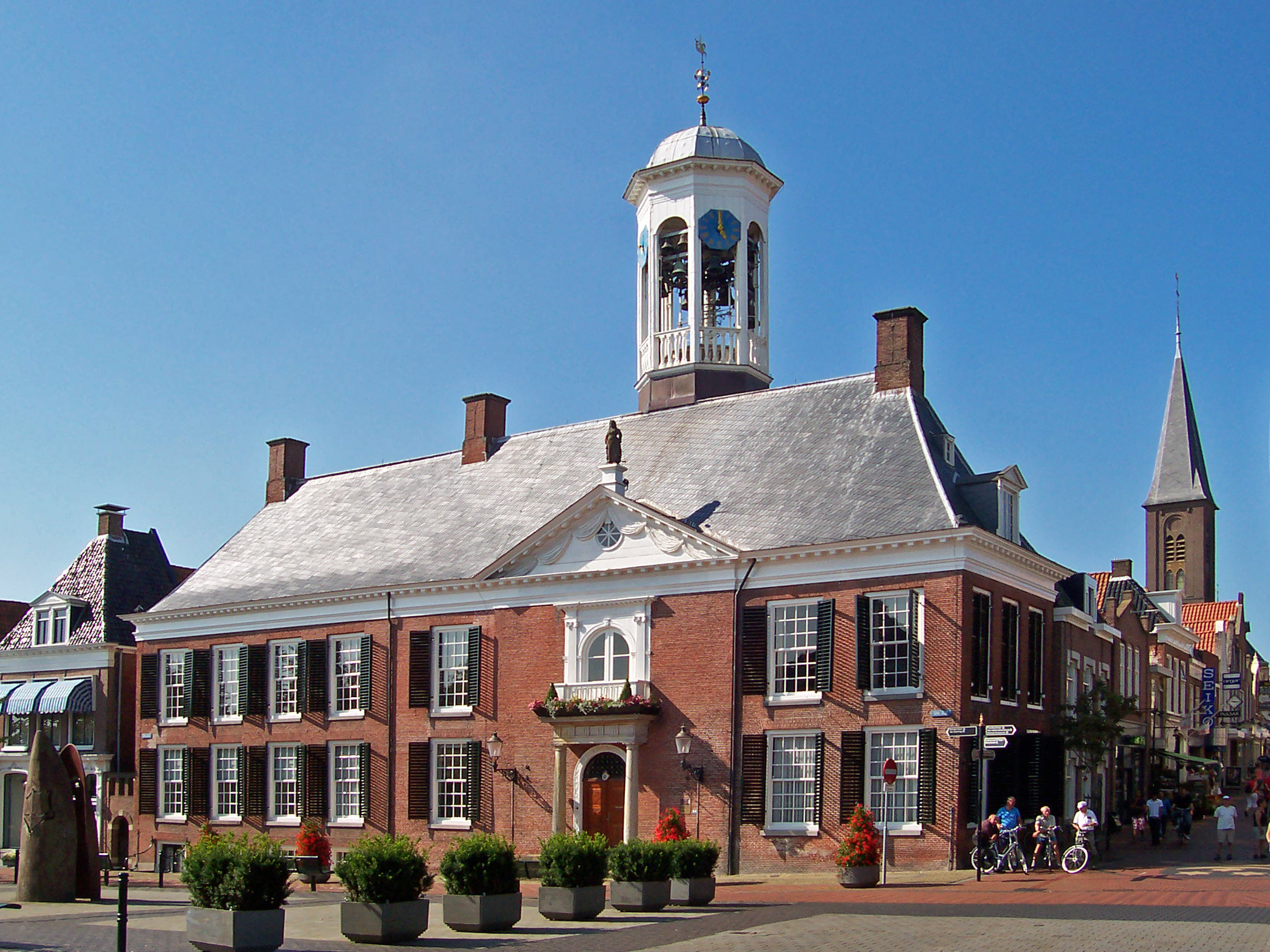
Ratusz miejski

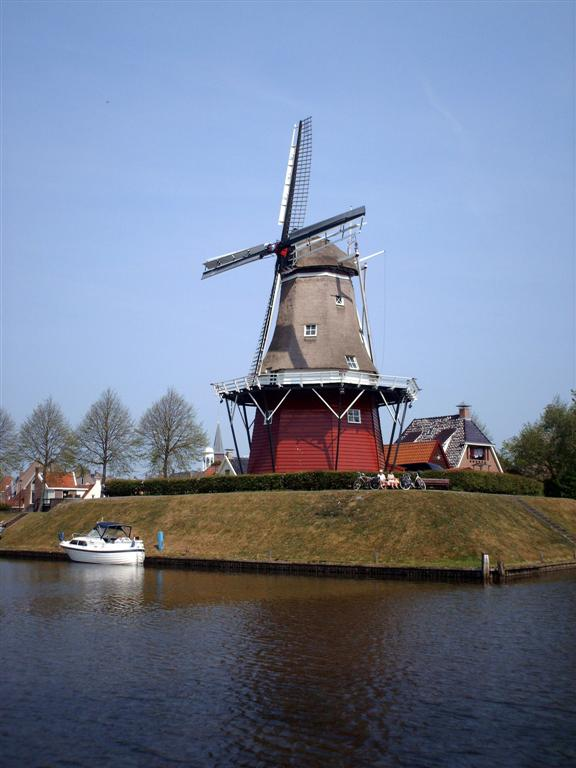
Młyn w mieście